# Blepephaeus nigrosparsus
Blepephaeus nigrosparsus är en skalbaggsart som beskrevs av Maurice Pic 1925. Blepephaeus nigrosparsus ingår i släktet Blepephaeus och familjen långhorningar. Inga underarter finns listade.